# Jon Finch
Jon Finch (Caterham, Surrey, Engeland, 2 maart 1942 - circa december 2012) was een Engels acteur.

## Biografie
Finch speelde onder meer de hoofdrol in de Alfred Hitchcock-thriller Frenzy. 
Ook was hij gecast voor de rol van Cain in Aliens, maar viel al op de eerste filmdag uit vanwege een zware diabetes-aanval.
De volgende quote is erg typerend voor Finch: I never wanted to be a big star. I usually do one film a year, so I always have enough money to enjoy myself and keep myself out of the public eye. It's a very pleasant life, not one of great ambition.
De donkerharige, knappe Jon Finch was de zoon van een bankier. Zijn eerste toneelrol speelde hij op 13-jarige leeftijd op de lagere school. Nadat hij ervaring had opgedaan bij een amateur-toneelgroep, maakte hij een korte periode deel uit van een groep folkzangers. Op 18-jarige leeftijd verliet hij die groep plotseling, want hij moest in militaire dienst. Hij diende in een parachute-regiment. 
Een paar jaar later ging hij weer acteren en hield zich veel bezig met het klassiek theater. Hij speelde in meer dan 50 stukken, terwijl hij in verscheidene rondreizende theatergroepen zat. Soms functioneerde hij dan als manager of assistent-regisseur. 
Zijn debuut op de Britse televisie was in 1967. Kort daarna speelde hij enkele bijrollen in Hammer Studio-producties. In 1971 speelde hij de hoofdrol in de Roman Polanski-film The Tragedy of Macbeth. Begin jaren 70 speelde hij veelal in nogal duistere films. Ook zijn optreden in Frenzy mag hiertoe gerekend worden. 
Later was hij vaak te zien in voor de televisie bewerkte toneelstukken van Shakespeare. In de jaren 80 werd hij veel gecast in horrorrollen, maar Finch zal altijd een acteur blijven met een zekere klasse, intelligentie en een natuurlijke charme.
Finch' lichaam werd op 28 december 2012 in zijn flat in het Engelse Hastings gevonden nadat familie ongerust werd. Hij werd 70 jaar oud.

## Filmografie
- Z Cars televisieserie - Ron (Afl., The Great Fur Robbery: Part 1 & 2, 1967)
- Crossroads televisieserie - Gareth Leyton (1967)
- ITV Playhouse televisieserie - Mr. Coker (Afl., Rogue's Gallery: The Curious Adventures of Miss Jane Rawley, 1968)
- Z Cars televisieserie - Whiteside (Afl., Attack: Part 1 & 2, 1968)
- Counterstrike televisieserie - Simon King (1969)
- The Vampire Lovers (1970) - Carl Ebhardt
- The Horror of Frankenstein (1970) - Lt. Henry Becker
- Sunday Bloody Sunday (1971) - De Schot
- The Tragedy of Macbeth (1971) - Macbeth
- Lady Caroline Lamb (1972) - William Lamb
- Frenzy (1972) - Richard Ian Blaney
- The Final Programme (1973) - Jerry Cornelius
- Ben Hall televisieserie - Ben Hall (1975)
- Diagnosis Murder (1975) - Det. Insp. Lomax
- El segundo poder (1976) - Juan de Sacramonte
- Une femme fidèle (1976) - Comte Charles De LaPalmmes
- Dossiers: Danger immédiat televisieserie - David (segment 'l'Affaire Martine Desclos', 1977)
- The New Avengers televisieserie - Wallace (Afl., Medium Rare, 1977)
- Die Standarte (1977) - Rol onbekend
- Curro Jiménez McCallaghan (Afl., El míster, 1977)
- Death on the Nile (1978) - James Ferguson
- King Richard the Second (televisiefilm, 1978) - Henry Bolingbroke
- La Sabina (1979) - Michael
- Henry IV, Part 1 (televisiefilm, 1979) - Henry IV
- Henry IV, Part 2 (televisiefilm, 1979) - King Henry the Fourth
- The Martian Chronicles (Mini-serie, 1980) - Christus
- Witching Time (1980) - David Winter
- Hammer House of Horror Televisieserie - David Winter (Afl., Witching Time, 1980)
- Breaking Glass (1980) - Woods
- Gary Cooper, que estás en los cielos (1980) - Rol onbekend
- Peter and Paul (televisiefilm, 1981) - Luke
- Doktor Faustus (1982) - Adrian Levekühn
- Giro City (1982) - O'Mally
- Power Game (1983) - Rol onbekend
- Pop Pirates (1984) - Kustwacht
- The Odd Job Man (televisiefilm, 1984) - George Griffin
- Much Ado About Nothing (televisiefilm, 1984) - Don Pedro
- Riviera (televisiefilm, 1987) - Jeffers
- Paradiso (1988) - Butler Ward
- Die Stimme (1988) - Miller
- Plaza Real (1988) - David
- Unexplained Laughter (televisiefilm, 1988) - Finn
- The Rainbow (televisieserie, 1988) - Uncle Tom
- Rehovot Ha'Etmol (1989) - Rol onbekend
- La più bella del reame (1989) - Rol onbekend
- The Bill Televisieserie - Commander Peterfield (Afl., Yesterday, Today, Tomorrow, 1990)
- Merlin of the Crystal Cave (televisiefilm, 1991) - Vortigern
- Dangerous Curves televisieserie - Arthur Stuart (Afl., Paint by Numbers, 1992)
- Maigret televisieserie - Charles Mascoulin (Afl., Maigret and the Minister, 1993)
- The Memoirs of Sherlock Holmes televisieserie - Count Sylvius (Afl., The Mazarin Stone, 1994)
- Lurking Fear (1994) - Bennett
- Darklands (1996) - David Keller
- White Men Are Cracking Up (1996) - Margrave
- Bloodlines: Legacy of a Lord (1997) - Derek Jarvis
- Anazapta (2001) - Sir Walter de Mellerby
- New Tricks televisieserie - Roddy Wringer (Episode 1.0, 2003)
- Kingdom of Heaven (2005) - Jerusalem

- Biblioteca Nacional de España: XX1351075
- Bibliothèque nationale de France: cb139411385 (data)
- Gemeinsame Normdatei: 129422606
- International Standard Name Identifier: 0000 0001 2120 4342
- Library of Congress Control Number: n86041230
- Nationale Bibliotheek van Tsjechië: pna2008456606
- Nationale Bibliotheek van Israël: 987007411004005171
- Nederlandse Thesaurus van Auteursnamen: 072118830
- Système universitaire de documentation: 060288612
- Virtual International Authority File: 10038288
- WorldCat: E39PBJm4QMTXdbx4JXvKBYKw4q